# تام گورمن (تنیس‌باز)
 تام گورمن (انگلیسی: Tom Gorman؛ زاده ۱۹ ژانویهٔ ۱۹۴۶) یک تنیس‌باز اهل ایالات متحده آمریکا است.